# Буритирама
Буритирама (порт. Buritirama) — муниципалитет в Бразилии, входит в штат Баия. Составная часть мезорегиона Вали-Сан-Франсискану-да-Баия. Входит в экономико-статистический микрорегион Барра. Население составляет 21 632 человека на 2006 год. Занимает площадь 3797,871 км². Плотность населения — 5,7 чел./км².

## История
Город основан в 1986 году.

## Статистика
- Валовой внутренний продукт на 2003 год составляет 27 712 485,00 реалов (данные: Бразильский институт географии и статистики).
- Валовой внутренний продукт на душу населения на 2003 год составляет 1394,69 реалов (данные: Бразильский институт географии и статистики).
- Индекс развития человеческого потенциала на 2000 год составляет 0,582 (данные: Программа развития ООН).